# Chemin de fer du Val de Passey
Le Chemin de fer du Val de Passey est un chemin de fer touristique qui dispose d'une ligne à voie étroite d'un écartement de 600 millimètres pour une longueur de 800 mètres. Il est situé à Val de Passey près de Choloy-Ménillot, au sud-ouest de Toul, dans le département de Meurthe-et-Moselle, en Lorraine (Grand Est).

## Historique

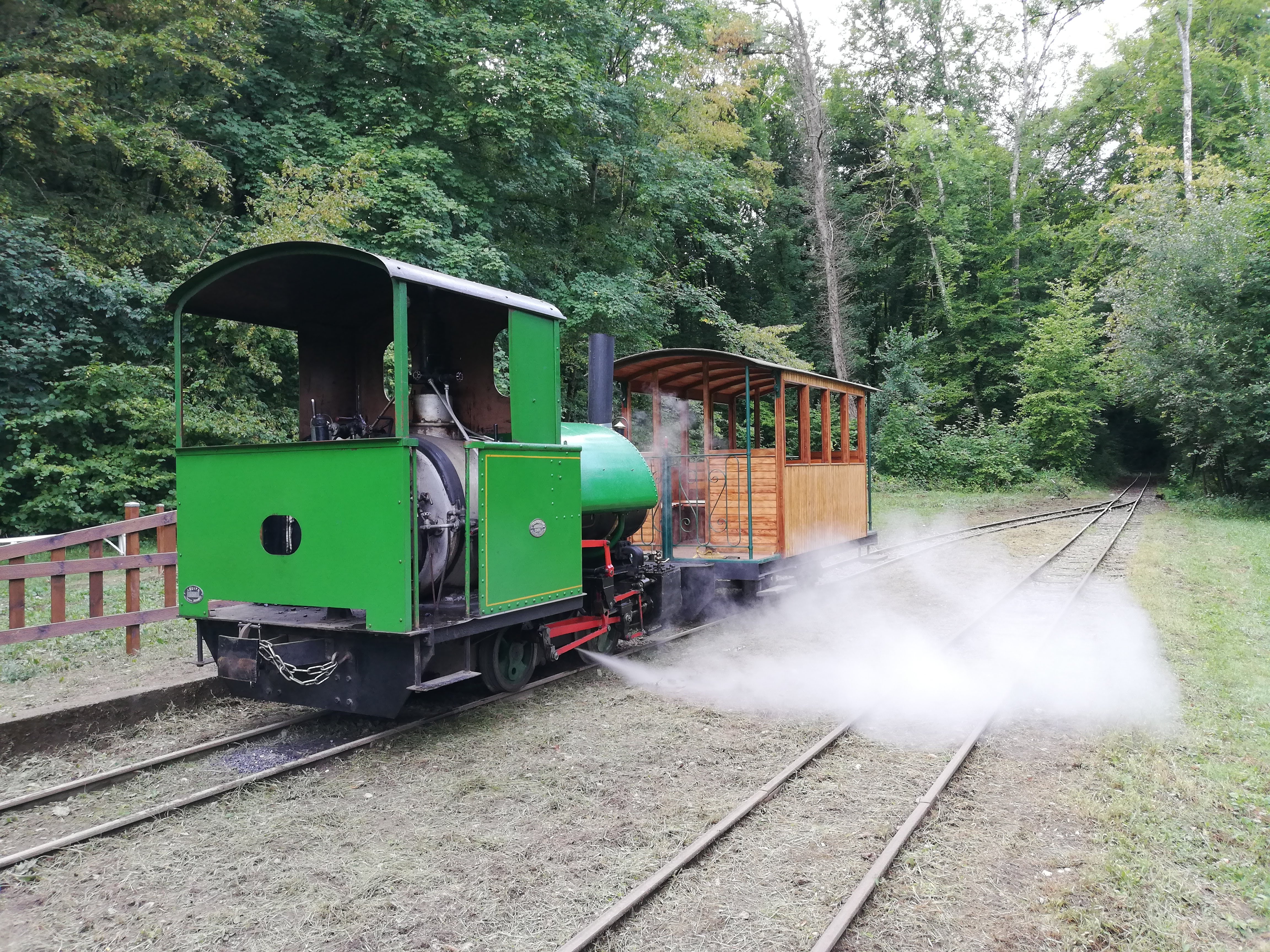
La locomotive Charles avec une voiture à la gare de départ.

Le chemin de fer à voie étroite a été construit par le banquier Jacques Maginot (1927-1998) sur sa propriété privée acquise en 1970,, puis fut exploité par une fondation en tant que chemin de fer de musée, cinq à six jours par an depuis sa mort.
En 1966, Jacques Maginot débute sa recherche d'une petite locomotive, c'est en 1968 qu'il découvre en Belgique la locomotive à vapeur saddle-tank Bagnall (en) Charles qui sera entièrement démontée, révisée et restaurée. En 1972 et 1975, il construisit deux voitures voyageurs revêtues de bois, équipées de 12 à 18 sièges et de rampes en fer forgé. En 1978, il acquiert, dans le Cotentin, la locomotive à vapeur Decauville Simonne, qu'il révise intégralement, y compris la chaudière. Petite touche personnelle, il modifie la paroi arrière de la cabine de conduite pour une meilleure maniabilité. 
Afin de pouvoir exploiter les deux locomotives en même temps lors de journées portes ouvertes, la voie est prolongée pour avoir une longueur totale d'environ 800 mètres. Les années suivantes il complète sa collection avec l'achat : en 1990, d'un fourgon à bagages, disposant d'un système de freinage, de 4 mètres de long, et en 1992, un tombereau, à bogies, long de 6,20 mètres. Jacques Maginot meurt le 24 septembre 1998.
Les véhicules ferroviaires historiques suscitent l'intérêt du public, car ils sont préservés, entretenus et exploités au Chemin de fer du Val de Passey depuis plus de 40 ans.
Les activités de l'association prennent fin petit à petit suite au COVID. Le matériel roulant a été vendu et le réseau est en cours de démontage depuis 2024

## Parcours
La ligne de chemin de fer à voie étroite de 800 m de long, mène d'un hangar à locomotives à trois voies et d'une remise à deux voies adjacentes, le long de la rue du Val de Passey à la gare à double voie du parking des visiteurs. De la gare, l'itinéraire suit une piste en pente cheminant à travers la forêt, jusqu'au terminus établi en évitement pour la remise en tête des locomotives. Les voies sont équipées de rails de 12 kg/m dans les stations et de 18 kg/m en ligne.
En forêt, la ligne franchit un petit ruisseau en deux endroits. En raison du sous-sol marécageux, 600 tonnes de gravier ont dû être apportées comme ballast. En 1990, des signaux lumineux électrique rouge-blanc ont été installés, ils sont aujourd'hui démontés.

## Les collections
Les listes suivantes ne sont pas exhaustives et devront être complétées ou actualisées au fil du temps (dernière actualisation en août 2024) :

### Locomotives à vapeur
| Matricule (noms)                         | Constructeur et date | État actuel    | Origine et informations techniques | Photo |
| ---------------------------------------- | -------------------- | -------------- | --- | ----- |

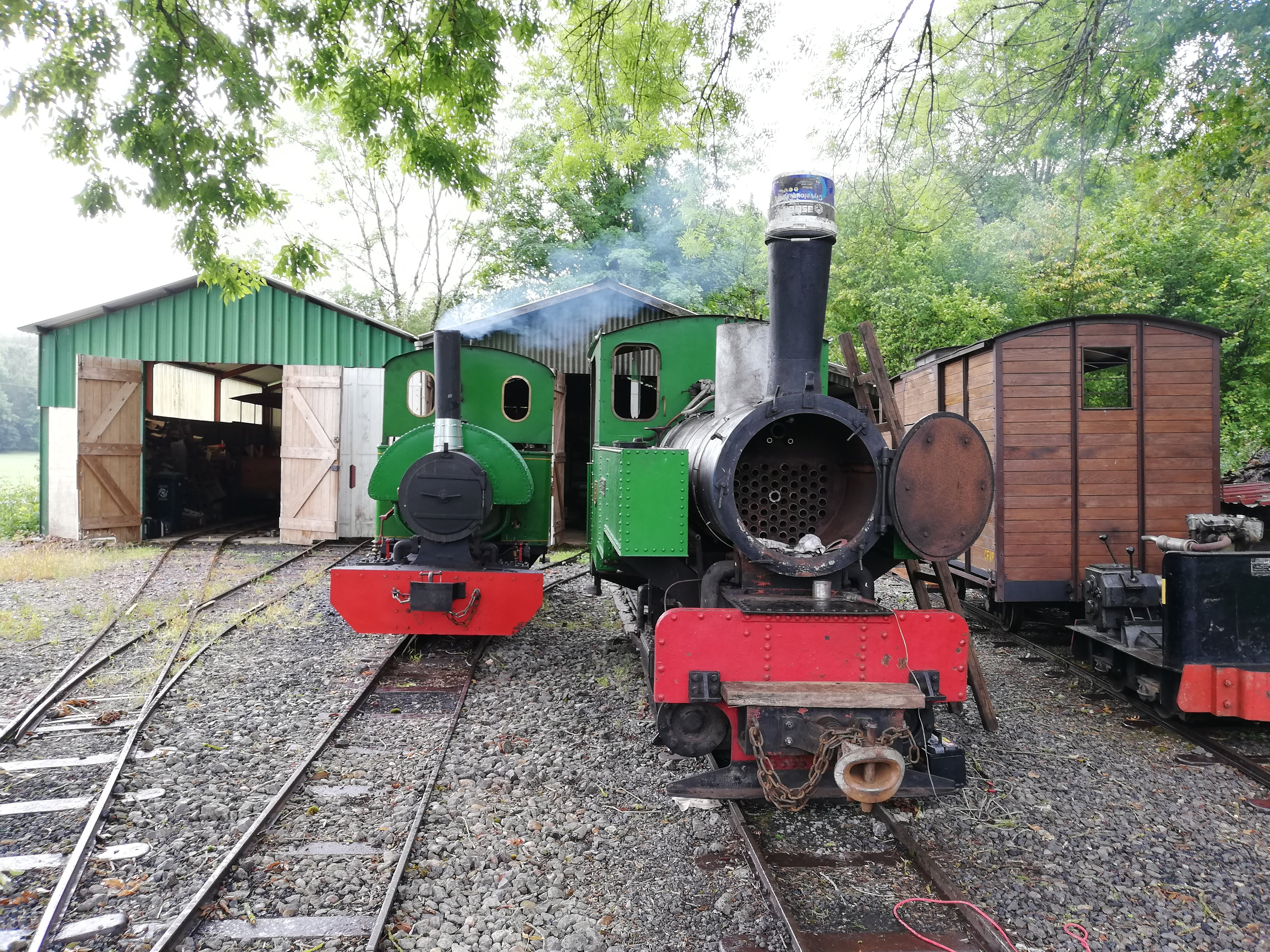
Les locomotives Charles et Simonne devant le dépôt.

| La 020T saddle-tank no 2094 dite Charles | Bagnall (en), 1919   | Opérationnelle | C'est l'une des quatre locomotives (numéros de constructeur 2092-2095) construites par Bagnall pour Elias Wild & Sons Ltd., les trois autres portaient les noms de Bagluey, Margaret et Mercedes. Dans les années 1930, la locomotive a été utilisée à Écaussinnes-d'Enghien en Belgique, puis stockée par un entrepreneur à Nivelles jusqu'en 1966, où elle fut rachetée par Jacques Maginot. En 1992, la chaudière arrivant à chute de timbre et en trop mauvais état pour être requalifiée, il fut décidé d'en reconstruire une neuve d'après des plans originaux. Il s'agit de l'une des deux seules locomotives Bagnall saddle-tank existant en France, avec celle du chemin de fer touristique de la Sarthe. - 0,00 m, 5,5 t (00,0 t en ordre de marche), vitesse maximum : inconnue. - Timbre chaudière : 13 kg/cm². - Capacité de la soute à charbon : 000 kg. - Capacité de la soute à eau : 0 000 L (0 m3). - Distribution : Walschaerts à tiroirs plans. |       |
| La 030T Decauville no 1587 dite Simonne  | Decauville, 1915     | Opérationnelle | Elle diffère des autres locomotives du type Progrès par le fait que la cabine n'a pas de paroi arrière droite, mais inclinée, ce qui la rend plus pratique à utiliser en marche arrière. Elle ne servit pas dans l'armée française pendant la Première Guerre mondiale comme la plupart de ses sœurs, mais directement à la sucrerie de Toury en Eure-et-Loir. Elle y prendra le prénom "Simonne", le prénom d'une des trois filles du directeur de la sucrerie. Elle y restera jusqu'en décembre 1965, date de fermeture de la sucrerie. Elle a été ensuite vendue au propriétaire d'un château à Quinéville (Manche), et exposée en plein air dans le jardin du château. Lorsque Jaques Maginot l'a acheté en 1978, elle n'était pas en très mauvais état, mais avait quand même besoin d'une nouvelle chaudière qui fut reconstruite par Jacques Maginot lui-même, avec l'aide d'un chaudronnier professionnel. La locomotive a été mise hors service après la Pentecôte 2013, car elle avait besoin de nouveaux tubes de chaudière après trente ans de fonctionnement. Après un retubage complet, la locomotive a été remise en route en 2021. Elle a ensuite été prêtée au Train des Forts au Fort d'Uxegney pour sa première année de circulation. Le prêts de la locomotive a été prolongé pour l'année 2023 et 2024 avant sa vente fin 2024. - Locomotive à vapeur de type « Progrès ». - 5,2 m, 8 t (10,5 t en ordre de marche), vitesse maximum : 20 km/h (60 ch). - Timbre chaudière : 12 kg/cm². - Capacité de la soute à charbon : 000 kg. - Capacité de la soute à eau : 0 000 L (0 m3). - Distribution : Walschaerts à tiroirs plans. |       |

### Locotracteurs diesel
- Un locotracteur Heim type Liliput sans cabine de 0,9 tonne, construit en 1952, portant le numéro de constructeur 302, et équipé d'un moteur à combustion Bernard W112 de 8 ch.
- Un locotracteur Gmeinder (en) de 3 tonnes construit en 1938, et équipée d'un moteur à combustion Kaelble G 1102 à 2 cylindres de 25 ch. Ce locotracteur provient d'une carrière de sable près de Sierck-les-Bains (Moselle), et a été remis en service en 1989 par un membre de la fondation. Cependant, il est rarement utilisé car difficile à démarrer à la main[4].

### Voitures à voyageurs et wagons de marchandises
La plupart des voitures voyageurs et wagons de marchandises ont été construits par M. Maginot lui-même : 
- 1 voiture à deux essieux A 11 (construite en 1975, 12 sièges)
- 1 voiture à bogies B 21 (construite en 1972, 18 places)
- 1 voiture à bogies C 22 équipée de bancs (construite en 1992)
- 1 fourgon à bagages à deux essieux DP 1 (construit en 1990)
- 3 wagonnets à benne basculante
- 2 wagons plats
- 2 wagons de marchandises pour le transport ferroviaire
- 1 wagon-citerne pour l'élimination des mauvaises herbes (400 litres).
- 1 wagon avec groupe électrogène pour les travaux de voie[4](état 2014)